# Diego Coca
Diego Elenilson Galdámez Coca (San Salvador, 26 agosto 1994) è un calciatore salvadoregno, trequartista dell'Águila e della Nazionale salvadoregna.

## Caratteristiche tecniche
Trequartista, può essere impiegato anche come seconda punta.

## Carriera

### Club
Comincia a giocare al Turín FESA. Nel 2014 si trasferisce all'Águila. Nel 2016 passa al Municipal Limeño. Nel 2018 torna all'Águila.

### Nazionale
Ha debuttato in Nazionale l'8 settembre 2018, in Montserrat-El Salvador (1-2). Ha partecipato, con la Nazionale, alla CONCACAF Gold Cup 2019.